# Tetrataenit
Tetrataenit ist ein selten vorkommendes Mineral aus der Mineralklasse der „Elemente (einschließlich natürliche Legierungen bzw. intermetallische Verbindungen, Carbide, Nitride, Phosphide und Silicide)“ mit der chemischen Zusammensetzung FeNi. Tetrataenit ist damit chemisch gesehen eine natürliche Legierung, genauer eine Intermetallische Verbindung aus Eisen und Nickel im Stoffmengenverhältnis von 1 : 1.
Tetrataenit kristallisiert im tetragonalen Kristallsystem, konnte jedoch bisher nur in Form unregelmäßiger Kristallite und Körner bis etwa 100 μm entdeckt werden. Das Mineral ist in jeder Form undurchsichtig (opak) und zeigt sich im Auflichtmikroskop cremefarben mit einem metallischen Glanz.
Als typisches Meteoritenmineral wurde Tetrataenit bisher praktisch ausschließlich in verschiedenen, auf der Erde niedergegangenen Meteoriten entdeckt. 

## Etymologie und Geschichte
Erstmals entdeckt wurde Tetrataenit in Mineralproben vom Estherville-Meteoriten, der bereits am 10. Mai 1879 nahe der gleichnamigen Stadt im US-Bundesstaat Iowa niederging. Die Erstbeschreibung des Minerals erfolgte 1980 durch Roy S. Clarke Jr. und Edward R. D. Scott, die es nach seiner tetragonalen Symmetrie und der chemischen Ähnlichkeit mit Taenit (γ-(Fe,Ni)) benannten.
Typmaterial, das heißt Mineralproben aus der Typlokalität, werden im National Museum of Natural History (NMNH) in Washington, D.C. (USA) unter der Katalog-Nr. 1025 in der Meteoritensammlung aufbewahrt.

## Klassifikation
Da der Tetrataenit erst 1979 als eigenständiges Mineral anerkannt wurde, ist er in der letztmalig 1977 überarbeiteten 8. Auflage der Mineralsystematik nach Strunz noch nicht verzeichnet.
In der zuletzt 2018 überarbeiteten Lapis-Systematik nach Stefan Weiß, die formal auf der alten Systematik von Karl Hugo Strunz in der 8. Auflage basiert, erhielt das Mineral die System- und Mineralnummer @. Dies entspricht der Klasse der „Elemente“ und dort der Abteilung „Metalle und intermetallische Verbindungen“, wo Tetrataenit zusammen mit Awaruit, Jedwabit, Nickel, Nisnit und Taenit eine unbenannte Gruppe mit der Systemnummer I/A.08 bildet.
Die von der International Mineralogical Association (IMA) zuletzt 2009 aktualisierte 9. Auflage der Strunz’schen Mineralsystematik ordnet den Tetrataenit ebenfalls in die Abteilung „Metalle und intermetallische Verbindungen“ ein. Diese ist allerdings weiter unterteilt nach den in der Verbindung vorherrschenden Metallen, die entsprechend ihrer verwandten Eigenschaften in Metallfamilien eingeteilt wurden. Tetrataenit ist hier entsprechend seiner Zusammensetzung in der Unterabteilung „Eisen-Chrom-Familie“ zu finden, wo er nur noch zusammen mit Taenit die „Taenitgruppe“ mit der System-Nr. 1.AE.10 bildet.
In der vorwiegend im englischen Sprachraum gebräuchlichen Systematik der Minerale nach Dana hat Tetrataenit die System- und Mineralnummer 01.01.11.03. Auch dies entspricht der Klasse und gleichnamigen Abteilung „Elemente“, wo das Mineral zusammen mit Eisen, Kamacit, Taenit, Awaruit, Nickel und Wairauit in die „Eisen-Nickelgruppe“ mit der Systemnummer 01.01.11 innerhalb der Unterabteilung „Elemente: Metallische Elemente außer der Platingruppe“ zu finden ist.

## Chemismus
Die Elektronenstrahlmikroanalyse ergab von Mineralproben aus 14 Meteoriten für Tetrataenit folgende empirische Zusammensetzung in Gewichts-%:
- Ni 48–57 %, ⌀ 51 %
- Fe 44–52 %, ⌀ 49 %
- Cu 0,11–0,36 %, ⌀ 0,20 %
- Co <0,02–2,0 %, ⌀ 0,08 %
- P <0,01 %

In der idealisierten Zusammensetzung FeNi enthält Tetrataenit 48,76 Gewichts-% Eisen und 51,24 % Nickel. Als Fremdbeimengungen kann das Mineral allerdings bis zu 0,2 % Kupfer sowie Spuren von Cobalt und Phosphor enthalten.

## Kristallstruktur

Kristallstruktur von Tetrataenit

Tetrataenit kristallisiert isostrukturell mit Tetra-Auricuprid (CuAu) im tetragonalen Kristallsystem in der Raumgruppe P4/mmm (Raumgruppen-Nr. 123) mit den Gitterparametern a = 2,53 Å und c = 3,58 Å sowie einer Formeleinheit pro Elementarzelle. Sie wird auch als L10-Struktur bezeichnet.
Die Kristallstruktur von Tetrataenit besteht aus zwei primitiven, tetragonalen Elementarzellen (quadratischen Säulen), wobei an den 8 Eckpunkten entweder Eisen- (Fe) oder Nickelatome (Ni) sitzen. Diese beiden Elementarzellen sind um jeweils einen halben Gitterparameter ineinander geschoben, sodass innenzentrierte Elementarzellen mit Fe an den Ecken und Ni im Zentrum entstehen beziehungsweise umgekehrt Ni an den Ecken und Fe im Zentrum. Nimmt man Ni als im Zentrum liegend an, ist es von 8 Fe und 4 Ni als nächste Nachbarn umgeben. Man kann auch sagen, Ni ist zu Fe 8-fach und zu Ni 4-fach koordiniert.
Aufgrund der leichten Unterschiede in den Atomradien von Eisen (140 pm) und Nickel (135 pm) und der regelmäßigen Anordnung der beiden im Kristallgitter (Überstruktur) wird die Struktur als Ganzes auf eine tetragonale Symmetrie reduziert, statt einen kubischen Substitutionsmischkristall zu bilden, wie es bei den kubisch kristallisierenden Ausgangsmetallen Eisen und Nickel zu erwarten wäre.
In einer 1995 publizierten Arbeit zur Überstruktur von Tetrataenit im Saint Severin Meteorit argumentierten T. Tagai und H. Takeda allerdings, dass Tetrataenit nur metrisch tetragonal sein könnte und seine Struktur eigentlich eine orthorhombische oder monokline Symmetrie aufweise. Die von ihnen gemessenen Gitterparameter betragen a = 3.581(2) Å; b = 3.582(2) Å; c = 3.587(2) Å; α = 90.03(3)°; β = 90.04(3)° und γ = 90.00(3)°. Allerdings zeigt der Tetrataenit im Saint Severin keine perfekte Ordnung, sondern enthält durchschnittlich 15 % regellose angeordnete Eisen- und Nickelatome. Zudem zeigen die gemessenen Gitterkonstanten eine deutliche Tendenz zur tetragonalen Symmetrie innerhalb der experimentell auftretenden Messunsicherheiten.

## Bildung und Fundorte
Tetrataenit bildet sich vorwiegend in Meteoriten, die extrem langsam abkühlen mit einer Abkühlungsgeschwindigkeit von einigen Grad pro Million Jahre und langsamer, bis unter die Ordnung-Unordnung-Übergangstemperatur von 320 °C. Nur dann können sich die Fe- und Ni-Atome im Taenit regelmäßig anordnen. Die typischen Begleitminerale in Meteoriten sind Kamacit, Troilit und Taenit sowie verschiedene Silikate.
Tetrataenit konnte optisch zum Zeitpunkt der Erstbeschreibung in über in über 50 Chondriten und Mesosideriten identifiziert werden. Insgesamt sind inzwischen allerdings rund 110 Meteoriten (Stand 2017) bekannt, in denen Tetrataenit gefunden wurde. Neben seiner in Iowa entdeckten Typlokalität, dem Meteoriten Estherville, konnte Tetrataenit noch in einer größeren Anzahl Meteoriten in verschiedenen Bundesstaaten der USA gefunden werden wie beispielsweise der 1962 in South Dakota gefundene Emery und der 1887 in Tennessee gefundene Morristown als zwei von bisher fünf bekannten A3-Mesosideriten (Stand 2021).
Weitere bedeutende Meteoritenfunde für Tetrataenit sind unter anderem
- Deutschland
  - Hainholz, ein 1856 im gleichnamigen heutigen Stadtteil von Hannover gefundener, seltener A4-Mesosiderit
  - Linum, der am 5. September 1854 bei Linum (Fehrbellin) aufschlug
  - Mainz, ein L6-Chondrit, der 1852 nahe der Außenmauer von Mainz beim Umpflügen entdeckt wurde
  - Menow zerbrach beim Eintritt in die Atmosphäre am 7. Oktober 1862 in zwei Teile, wovon einer bei Fürstenberg/Havel nahe dem Ortsteil Menow niederging und gesichert werden konnte. Der andere Teil ging in einem See unter.
  - Peckelsheim, ein am 3. März 1953 im ostwestfälischen Ort Peckelsheim aufschlagender Diogenit
  - Wernigerode, den man 1970 nahe der gleichnamigen Stadt fand

- Frankreich
  - Ensisheim, der am 16. November 1492 bei Ensisheim im Elsass einschlug und einer der ältesten bezeugten Meteoritenfälle Europas ist
  - Saint Severin, der am 27. Juni 1968 nahe der gleichnamigen Stadt im Département Charente niederging

- Mexiko
  - Buenaventura, ein Klasse IIIAB-Eisenmeteorit, der 1969 bei San Buenaventura (Chihuahua) gefunden wurde
  - Nuevo Mercurio, der am 15. Dezember 1978 noch im Luftraum über dem Bundesstaat Zacatecas in über 300 Einzelteile explodierte, die nahe Nuevo Mercurio einschlugen
  - Tuxtuac, der am 16. Oktober 1975 bei Tepechitlán (Zacatecas) niederging

- Polen
  - Łowicz, einer von bisher vier bekannten A3-Mesosideriten,[16] der am 12. März 1935 als wahrer Meteoritenschauer von insgesamt 58 Steinen mit einem Gesamtgewicht von 59 kg Gewicht in der Umgebung von Łowicz einschlug.
  - Morasko, unter anderem Typlokalität für Czochralskiit und Moraskoit, der am 12. November 1914 in der Nähe des gleichnamigen Dorfes in der Woiwodschaft Großpolen gefunden wurde.

Weitere Meteorite mit Tetrataenit fanden sich unter anderem in Algerien (NWA 4801), Angola (Ehole), der Antarktis (Allan Hills), Argentinien (Malotas), Australien (Tenham), Bangladesch (Bhola, Patwar), Brasilien (Rio do Pires, Parambu, Ipiranga, Vicência, Santa Catharina, Avanhandava, Buritizal, São José do Rio Preto), Burkina Faso (Bilanga), Chile (Imilac, Vaca Muerta), Finnland (Bjurböle), Indien (Bishunpur), Indonesien (Ngawi), Iran (Veramin), Irland (Limerick), Italien (Alfianello, Trenzano, Vigarano), Japan (Kesen), im Jemen (Kaidun), Kamerun (Galim), Kanada (Benton), Kasachstan (Efremovka), Marokko (Kheneg Ljouâd), den Niederlanden (Uden), Oman (Dhofar 225), Russland (Budulan, Chinga, Krasnojarsk, Marjalahti, Seymchan, Ochansk), Serbien (Jelica, Soko-Banja), Spanien (Barea, Guareña, Olivenza, Sena), Tschechien (Tieschitz), der Türkei (Didim), der Ukraine (Elenovka, Krymka, Zhovtnevyi) sowie im Vereinigten Königreich (Appley Bridge, Barwell, Bovedy, Wold Cottage).
In terrestrischem Gestein ist metallisches Nickeleisen sehr selten zu finden, da es sich nur in Anwesenheit von starken Reduktionsmitteln wie Wasserstoff (H2) und Kohlenstoff (C) bildet. Eine solche Umgebung findet sich beispielsweise in serpentinisierten Peridotiten und in Vulkaniten mit assimiliertem, kohlenstoffhaltigen Material. 
Zu den äußerst seltenen, rein irdischen Fundorten für Tetrataenit zählt ein Ophiolith- und nickelhaltiger Magnetiterz-Körper im tektonischen Grenzbereich Indien–Myanmar Nordosten Indiens.

## Verwendung
Bisher ist keine konkrete Verwendung von Tetrataenit bekannt. Aufgrund seiner hervorragenden magnetischen Eigenschaften erhielt das Mineral allerdings bereits viel Aufmerksamkeit in der wissenschaftlichen Gemeinschaft, da die Möglichkeit besteht, dass es zu einer Alternative gegenüber REE-basierten Dauermagneten entwickelt werden könnte. Neuere Forschungen, dass sich eine künstlich hergestellte Legierung aus Eisen und Nickel mit der begehrten magnetischen Eigenschaft von Tetrataenit durch Zugabe geringer Beimengungen an Phosphor herstellen lässt, haben sich nicht bewahrheitet.